# Tummo

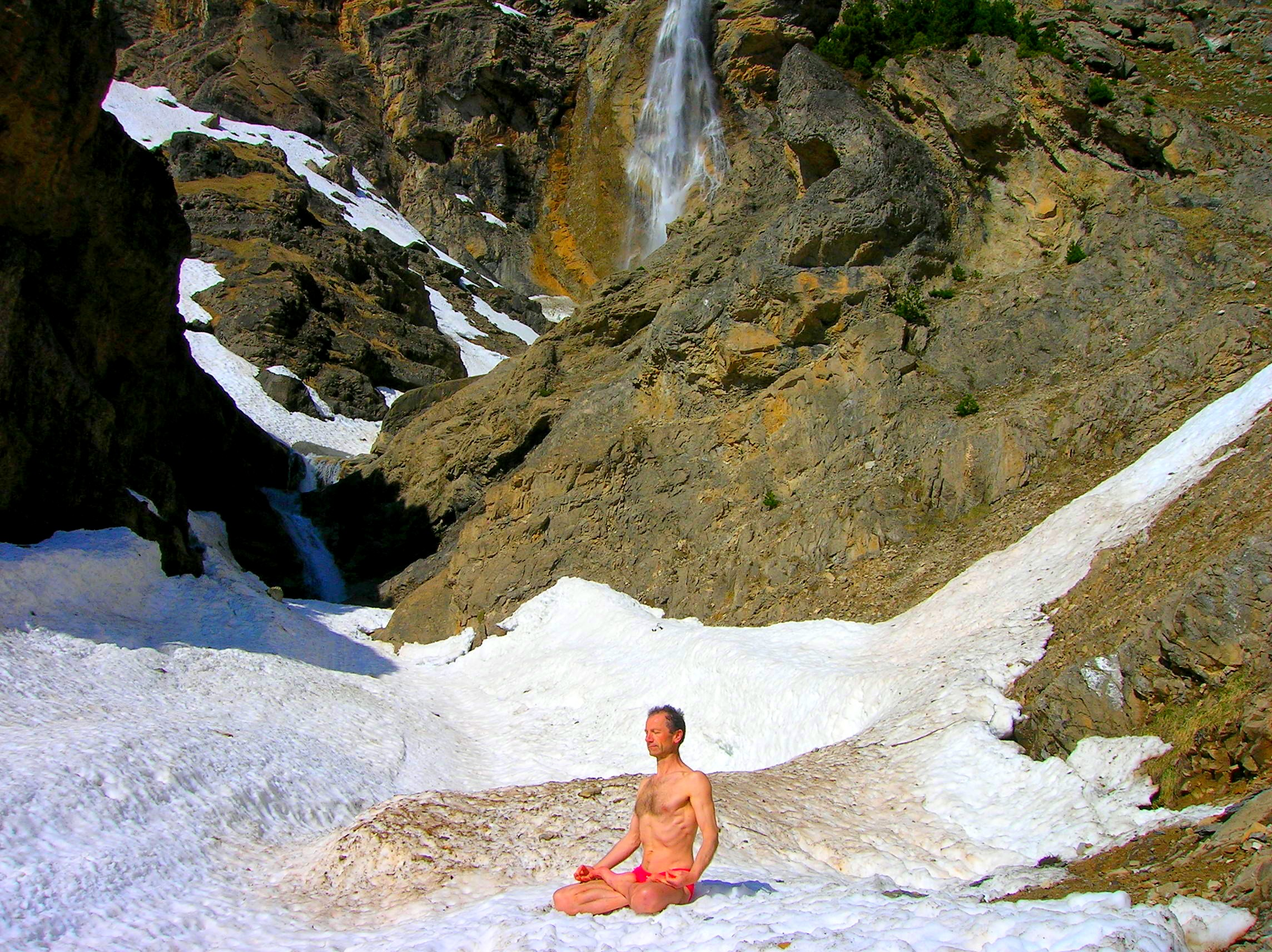
Tummo-t gyakorló férfi

A tumo vagy tummo (tibeti: གཏུམ་ མོ་ , wylie: gtum-mo; szanszkrit: चण्ड, csaṇḍālī) a tibeti buddhizmusban használt fogalom. Hőt, meleget jelent, de a tibeti nyelvben ezt nem használják a mindennapi meleg kifejezésére. A szó a misztikus terminológiába tartozik, és belső hőt jelent. 
A tummo vagy hő-jóga Nárópa középkori buddhista misztikus hat tanításának egyike,  amelyet Nárópa hat jógája néven is ismernek.
A tibeti gyakorlatok titkos tudományának beavatottjai különböző tumókat ismernek: exoterikus tumót, amely spontán támad fel, és a misztikust fokozatosan „beburkolja az istenek meleg, puha köpenyébe”; ezoterikus tumót, amely kényelmes melegben tartja a remetéket a havas hegytetőkön; misztikus tumót, amelynek a „meleg” fogalmával csak nagyon távoli kapcsolata van, mert ez valójában a „mennyei üdvözülés” földi élménye. A titkos tanítás szerint tumo az a finom tűz is, amely melegíti a teremtő fluidumot, és beleviszi az energiát, míg végül a csa-k kicsiny csatornáin elárasztja az egész testet.
A növekvő hőérzet vagy egyes esetekben a melegség érzete a kezdőknél csak a gyakorlat idejéig tart. Amikor befejeződik a légzési gyakorlat és az elme koncentrációja, fokozatosan újra kezdi érezni a hideget. Azoknál a tanítványoknál azonban, akik a gyakorlatokat évekig következetesen folytatják, a meleg gerjesztése szervezetük természetes funkciójává válik, és magától működésbe lép, amint lehűl az idő.
A belső hőnek a forrása tibeti nyelven az rlung (རླུང) , amelyet Indiában prána néven ismernek.
A tummo egyik változatát Magyarországon is tanítják pránanadí néven, kiemelve a gyakorlatot a tibeti meditációs gyakorlatok szövevényes rendszeréből.

### Fordítás
- Ez a szócikk részben vagy egészben  a   Tummo című angol Wikipédia-szócikk fordításán alapul.  Az eredeti cikk szerkesztőit annak laptörténete sorolja fel. Ez a jelzés csupán a megfogalmazás eredetét és a szerzői jogokat jelzi, nem szolgál a cikkben szereplő információk forrásmegjelöléseként.